# Graçay
Graçay é uma comuna francesa na região administrativa do Centro, no departamento Cher. Estende-se por uma área de 31,82 km². Em 2010 a comuna tinha 1 455 habitantes (densidade: 45,7 hab./km²).